# Тихий (Ростовская область)
Ти́хий — посёлок в Целинском районе Ростовской области.
Входит в состав Новоцелинского сельского поселения.

## История
В 1987 году указом Президиума Верховного Совета РСФСР поселку третьего отделения Целинского зерносовхоза присвоено наименование Тихий.

## Население
| 2010 |
| ---- |
| 146  |

## Улицы
- ул. Революции,
- ул. Светлая,
- ул. Соловьиная.